# Pfarrkirche Lackenbach

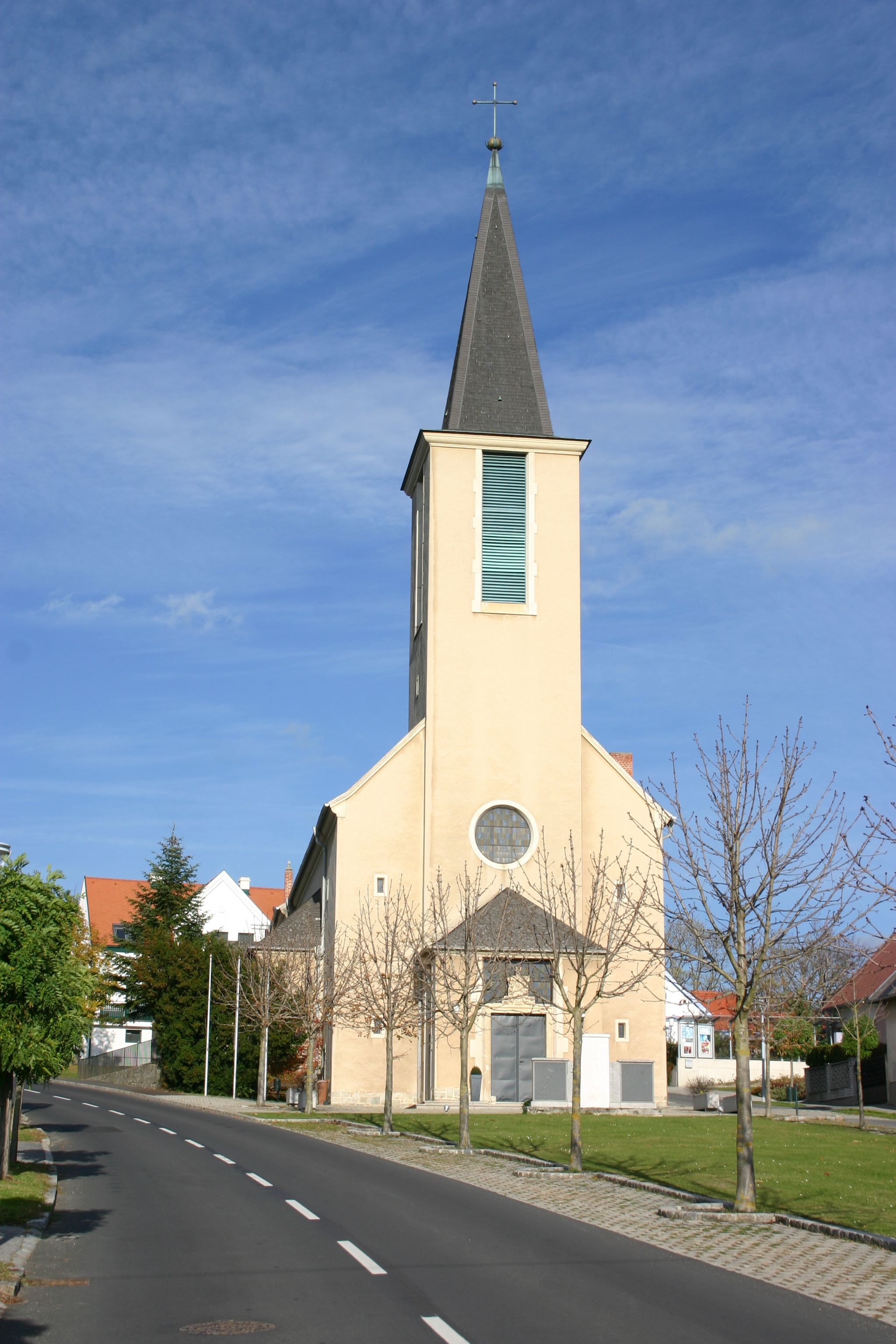
Pfarrkirche Lackenbach

Die römisch-katholische Pfarrkirche Lackenbach steht auf einem ansteigenden Längsacker in der Gemeinde Lackenbach (ungarisch: Lakompak, kroatisch: Lakimpuh) im Bezirk Oberpullendorf im Burgenland. Sie ist den Heiligen Petrus und Paulus geweiht und gehört zum Dekanat Deutschkreutz. Die Kirche steht unter Denkmalschutz.

## Geschichte
Die Pfarrkirche Lackenbach wurde 1222 erstmals urkundlich als „ville Sancte Marie“ erwähnt. Das bedeutet, dass zur damaligen Zeit eine Kirche oder Kapelle existierte, die der heiligen Maria geweiht war. 1410 wird erstmals von einem Seelsorger in Lackenbach berichtet. Ab 15. Jahrhundert wurde die Pfarre von der Pfarre Unterfrauenhaid aus betreut. Zu dieser Zeit gab es in Lackenbach kein eigenes Gotteshaus. Die Bewohner waren römisch-katholisch während der Grundherr aber evangelisch war. In den Jahren 1548 bis 1552 wurden das Schloss Lackenbach und die dazugehörige Kapelle nach Plänen von Erasmus Teuffl errichtet. 1618 übernahm Fürst Nikolaus Esterházy das Schloss und holte zur Missionierung der Bevölkerung zwei Jesuiten aus dem Kloster in Trnava, in der heutigen Slowakei. Aus einem Visitationsbericht des Bischofs von Győr, György Drašković, aus dem Jahr 1640 geht hervor, dass Lackenbach zum damaligen Zeitpunkt eine Filiale von Unterfrauenhaid war. 1663 wurde Lackenbach zur eigenständigen Pfarre erhoben.
Anfangs diente die Schlosskapelle, die dem heiligen Nikolaus geweiht war, als Treffpunkt der Pfarrgemeinde. Nach deren Brand im Jahr 1806 wurde der Speisesaal des Schlosses zur neuen Schlosskapelle umfunktioniert. 
1917 wurde erstmals in Erwägung gezogen, eine eigenständige Kirche außerhalb des Schlosses zu errichten. Auf Grund der beiden Weltkriege musste dieses Vorhaben aber auf längere Zeit verschoben werden. Die bereits gesammelten Spenden gingen in den Wirren der Weltkriege verloren. Erst Pfarrer Gustav Schwarz griff die Kirchenbaugedanken im Jahr 1953 wieder auf.
Die Grundsteinlegung erfolgt am  10. Juli 1955. 1962 erfolgte die Einweihung der nach Plänen von Johann Petermair errichteten Kirche durch Bischof Stephan László.

## Architektur und Ausstattung
Die Kirche ist nach Norden ausgerichtet. Sie ist ein Saalbau und bietet Platz für rund 300 Personen. Der Kirchturm steht im Süden in der Fassadenachse. Das Kirchenschiff ist mit einer Tonne eingewölbt. Die Einrichtung stammt aus der Bauzeit. Der Sandsteinaltar steht auf drei Säulen. An der östlichen Kirchenwand hängt ein barockes Bild des heiligen Nikolaus, ursprünglich aus der Schlosskapelle. Über dem Hochaltar ist ein Kruzifix aus dem 18. Jahrhundert. Weiters gibt es zwei Figuren aus Zirbenholz, die Heiligen Peter und Paul.
Die Orgel aus 1926 mit sieben Registern wurde von Josef Huber aus Eisenstadt gebaut.